# Smedjan (galleria)
Smedjan är en galleria i Luleå, som invigdes den 29 augusti 2002.
Smedjan är Norrbottens största galleria och ligger på Storgatan 36. Innan Smedjan blev till, så hade den tidigare varuhuskedjan Domus dess lokal.
Butiker som just nu finns i gallerian, är bl.a. Akademibokhandeln, Apoteket, Clas Ohlson, Cubus, Elgiganten Phone House, Eurosko, Glitter, Hemtex, IKEA Planera & beställ, Jack & Jones, KappAhl, Kicks, Lindex, Life, Normal, Nail Haus, Nikita Hair, Synsam Outlet, Smedjan kiosk & spel, Smartphone center i norr, The Local Store, Thé-Shoppen, Telia, Twilfit, Ur & Penn och Volt
Kaféerna Espresso House och Börje Olssons konditori finns också i gallerian.